# Radyvyliv (huyện)
Huyện Radyvyliv (tiếng Ukraina: Радивилівський район, chuyển tự: Radyvylivs’kyi raion) là một huyện của tỉnh Rivne thuộc Ukraina. Huyện Radyvyliv có diện tích 745 km², dân số theo điều tra dân số ngày 5 tháng 12 năm 2001 là 40029 người với mật độ 54 người/km2. Trung tâm huyện nằm ở Radyvyliv.